# Paragonimiasi
La paragonimiasi è una parassitosi a localizzazione polmonare causata da distomi del genere Paragonimus.

## Storia ed epidemiologia
- Paragonimus westermani fu scoperto nei polmoni di un uomo da Ringer nel 1879.
- Nel 1880, sir Patrick Manson e Erwin Bälz scoprirono, indipendentemente, le uova di Paragonimus nello sputo di pazienti affetti. Manson suggerì che un mollusco potesse essere l'ospite intermedio di Paragonimus.
- Tra il 1916 e il 1922, i giapponesi Koan Nakagawa, Sadamu Yokogawa, Harujiro Kobayashi, e Keinosuke Miyairi, descrissero l'intero ciclo di Paragonimus nella lumaca Semisulcospira.

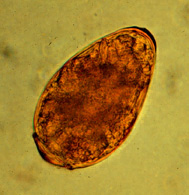
uovo di P.westermani(Fonte:CDC)

La paragonimiasi asiatica è endemica in Cina, in Corea, in India, nelle Filippine, nel Sud Est asiatico.
La paragonimiasi africana si trova in alcune zone dell'Africa centrale e occidentale (Camerun, Nigeria).
La paragonimiasi americana si trova in alcune zone della Colombia, del Venezuela, del Perù e dell'Ecuador.
Paragonimus spp. infesta i polmoni di mammiferi carnivori. L'ospite definitivo si infesta mangiando crostacei (granchi del genere Potamon spp., gamberi del genere Astacus spp., gamberetti) crudi, poco cotti o conservati in salamoia, infestati dalle metacercarie. In Corea, la carne di granchio cruda è considerata un medicinale (abbasserebbe la febbre, curerebbe il morbillo, migliorerebbe la fertilità). Gli ospiti intermedi invertebrati sono molluschi della famiglia delle Pleuroceridae e Thiaridae. L'ospite definitivo si può infestare anche mangiando carne poco cotta di suini o piccoli mammiferi dove le metacercarie non maturano e si incistano nei muscoli. Le metacercarie possono essere ingerite accidentalmente anche durante la preparazione dei cibi.
La prevalenza della parassitosi nelle zone endemiche varia tra 0.1 e 25% e più della metà dei crostacei suscettibili ospita Paragonimus. In Corea, negli anni cinquanta, in alcune zone, la prevalenza raggiungeva il 45%: oggi la situazione è molto migliorata. In Cina, almeno 10 milioni di individui sono infestati. Alta è la prevalenza nelle zone endemiche di Filippine (12%), Nigeria (17%) e Camerun (26%).
I casi in Italia sono rari e tutti importati, prevalentemente in individui asiatici, in misura molto minore africani e sudamericani. La prevalenza è maggiore tra le femmine e tra gli adolescenti e i giovani adulti.

## Eziologia
I vermi del genere Paragonimus spp. sono platelminti trematodi dell'ordine dei Plagiorchiida, della famiglia delle Troglotrematidae. Al genere appartengono:
- Paragonimus westermani, P. miyazakii, P. skrijabini, P. heterotremus (specie asiatiche)
- P. africanus, P. uterobilateralis (specie africane)
- P. mexicanus, P. ecuadoriensis (specie americane)

Le uova di Paragonimus sono di colore bruno-dorato, ovali, opercolate, con un guscio spesso. Le dimensioni sono di 85 µm per 50 µm circa. Il verme adulto è lungo 8-15mm, largo 4-7mm e spesso 3.5-5mm; ha la forma di un chicco di caffè, rosso-bruno.

### Modalità di trasmissione e ciclo vitale

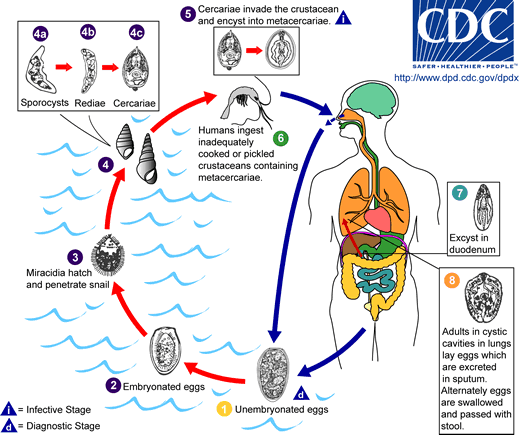
Ciclo vitale di Paragonimus spp.(Fonte: CDC di Atlanta)

Le uova non embrionate di Paragonimus sono eliminate nello sputo, oppure deglutite ed eliminate nelle feci dei pazienti infestati. All'esterno si embrionano e vengono ingerite dall'ospite intermedio mollusco. Nel mollusco si libera il miracidio che diventa sporocisti, poi redia e cercaria. La cercaria, rilasciata nell'acqua, penetra la carne dei crostacei ospiti e si incista in forma di metacercaria.

Gli ospiti carnivori e l'uomo si infestano cibandosi dei crostacei. La metacercaria si schiude nel duodeno, attraversa la parete intestinale, raggiunge la cavità peritoneale, attraversa il diaframma e raggiunge i polmoni, dove si incapsula e diventa adulta. La migrazione verso i polmoni dura circa 2 settimane. La metacercaria può raggiungere altri organi e tessuti (encefalo, muscoli scheletrici), ma il ciclo non si chiude, perché le uova non possono essere eliminate. Dall'infezione all'oviposizione passano dai 65 ai 90 giorni. L'infestazione può durare fino a 20 anni.

## Patogenesi
La larva di Paragonimus si localizza solitamente negli alveoli polmonari, dove provoca una reazione infiammatoria, con formazione di un infiltrato eosinofilo, che diventa un granuloma e poi una cisti con formazione di una capsula fibrotica le cui pareti possono calcificare. I parassiti sopravvivono in queste cisti grigiastre (diametro 1.5–5 cm), con pareti spesse, fibrose o calcifiche.

Le cisti contengono da 2 a 4 vermi adulti, circondati da liquido sanguinolento e uova. Le cisti si rompono, liberano le uova nei bronchi, le quali raggiungono l'esterno con l'escreato. Le uova possono rimanere intrappolate nella parete delle cisti e provocare la formazione di altro tessuto granulomatoso o necrotico. La reazione infiammatoria può provocare danni alle strutture vicine: le arteriole bronchiali possono essere erose e provocare emottisi importanti.

Le forme adulte immature o le uova possono entrare in circolo e localizzarsi in organi e tessuti extrapolmonari (encefalo) dove danno lesioni simili a quelle polmonari.

## Clinica
Forma polmonare
- Acuta: la fase acuta dura da alcune settimane a un anno. Le infestazioni leggere sono solitamente asintomatiche. La fase di invasione larvale si ha dopo circa un mese dall'infestazione. Compaiono tumefazioni sottocutanee crepitanti, associate a dolore toracico o addominale, tosse con espettorato muco-sanguinolento, malessere generale, febbricola. I distomi adulti dalla cavità peritoneale attraversano il diaframma e penetrano nella cavità pleurica, provocando traumi di tipo meccanico (versamento pleurico bilaterale ed eventualmente anche pneumotorace).

Una volta penetrati nei polmoni, i distomi provocano una reazione flogistica essudativa o emorragica attorno a ciascun verme: si formano multipli addensamenti polmonari. Raramente si può avere una sindrome di Loeffler, con ipereosinofilia periferica e addensamenti polmonari fugaci. La reazione è scatenata da una risposta allergica nei confronti degli antigeni dei distomi.
- Cronica: dopo circa 6 mesi circa dall'infestazione si passa alla fase cronica della malattia, che può durare anni ed è spesso scambiata inizialmente per tubercolosi. Dopo la risoluzione della flogosi acuta, gli addensamenti si riducono di dimensioni e si trasformano in piccole lesioni cistiche, attorno al verme adulto. Le cisti contengono il verme e un liquido brunastro nel quale galleggiano le uova. Il liquido viene eliminato all'esterno con l'espettorato, attraverso comunicazioni con i bronchi. Compare una tosse secca seguita da ricorrente espettorazione di sputo giallo-brunastro, dolore toracico, dispnea sotto sforzo e sibili. Alla morte del distoma (naturale o dopo trattamento), la cisti scompare e rimangono strie fibrotiche o calcificazioni (rare), simili agli esiti di un complesso primario tubercolare. Possono verificarsi episodi ricorrenti di polmonite batterica e di emottisi importante (anche mortali).

Forme extra-polmonari
- Encefalica: la localizzazione cerebrale delle cisti si verifica in meno dell'1% dei casi sintomatici ma è particolarmente frequente nei bambini. Le forme acute possono mimare una meningo-encefalite e persistono per 1-2 mesi. Le forme croniche sono caratterizzate dai segni e sintomi provocati dalle formazioni cistiche intraparenchimali che si comportano come lesioni occupanti spazio: si hanno pertanto segni di ipertensione endocranica e deficit neurologici focali: cefalea, vomito, convulsioni, ipostenia, emiplegia, paraplegia, paralisi dei nervi cranici, difetti del visus.
- Addominale: le forme addominali sono caratterizzate dalla formazione di granulomi e ascessi nelle pareti intestinali, nel fegato, nella milza, nella cavità peritoneale, nei linfonodi mesenterici o nel tessuto sottocutaneo della parete addominale. Possono aversi diarrea sanguinolenta e dolore addominale o possono comparire masse palpabili, migranti o fisse. Nelle forme renali compaiono ematuria con presenza di uova nelle urine. Le forme scrotali possono mimare l'epididimite o l'ernia inguinale complicata.

### Esami di laboratorio e strumentali
La conta leucocitaria mostra sempre eosinofilia nel sangue periferico. Nelle forme polmonari, il liquido pleurico è siero-ematico, con eosinofilia. Nelle forme encefaliche il liquido cefalo-rachidiano è torbido e contiene numerosi eosinofili.

#### Indagini microbiologiche
La diagnosi si basa sul reperto di uova all'esame microscopico di escreato, feci, liquido pleurico, liquor cerebrospinale, liquido delle cisti. La probabilità di trovare uova di Paragonimus in un singolo sputo è del 25% circa, pertanto si consiglia l'esame di almeno 7 campioni. L'esame copro-parassitologico è molto utile nei bimbi, che ingoiano le uova più frequentemente. La diagnosi è anche possibile con il reperto istologico di uova o vermi adulti nei pezzi bioptici polmonari, cerebrali, sottocutanei, nei noduli intra-addominali o nelle lesioni cistiche.

#### Indagini sierologiche
L'intradermoreazione con estratti di verme adulto è molto sensibile, ma rimane positiva fino a 20 anni dopo la guarigione, pertanto è più che altro uno strumento per studi epidemiologici. Gli esami sierologici sono più utili, considerata la bassa sensibilità dell'esame microscopico. La metodica di fissazione del complemento è sensibile e si usa per il monitoraggio della terapia (il titolo anticorpale cade 6-12 mesi dopo un trattamento efficace). La metodica sierologica di scelta è l'"enzyme-linked immunosorbent assay" (ELISA) che molto sensibile e specifica, ma è meno utile per il follow-up perché il titolo anticorpale impiega più tempo a ridursi (anche 2 anni) dopo un trattamento efficace. Un test immunoblot è stato sviluppato dai CDC di Atlanta (sensibilità 96% specificità 99%), ma non distingue le forme attive dalle forme pregresse.

#### Diagnostica per immagini
La radiografia standard del torace mostra anomalie nell'80-90% dei casi. Il polmone si può studiare con la tomografia computerizzata (TC). In fase acuta si vedono addensamenti polmonari, strie opache connesse alla pleura (che corrispondono ai tragitti dei vermi), strie disventilatorie, versamenti e ispessimenti pleurici, falde di pneumotorace.

In fase cronica si vedono addensamenti polmonari, in parte escavati: le formazioni cistiche tendono a localizzarsi nelle zone periferiche, subpleuriche, del polmone. Le loro dimensioni variano da 0.5 cm a 4 cm. Possono comparire, crescere e scomparire in poco tempo.

Le lesioni più recenti hanno una componente perilesionale emorragica, che si presenta come un alone. Le lesioni più vecchie hanno una parete fibrotica o calcifica, che è tanto più spessa quanto è più antica. La linfoadenopatia satellite non è reperto comune. Anche nella fase cronica possono ancora aversi versamento pleurico e pneumotorace. Il reperto tipico della fase cronica è la cosiddetta “ring shadow”; la lesione cistica con pareti sottili contenente un'opacità “a mezzaluna” forma l'immagine “a eclisse solare”: è data dal verme attaccato alla parete interna della cisti. Possono formarsi cisti che non contengono il verme: in tal caso le cisti si trovano in aggregati con aspetto a “bolle di sapone”.
Le metodiche di scelta per lo studio delle forme cerebrali sono la tomografia computerizzata (TC) e l'imaging a risonanza magnetica (MRI). Il reperto tipico della fase acuta è l'agglomerato di noduli granulomatosi (“a grappolo”), con edema perilesionale di varia entità.

Le dimensioni dei grappoli variano da 1 cm a 5–10 cm. Di solito sono a localizzazione emisferica cerebrale (occipitale, parietale posteriore o temporale posteriore). Raramente coinvolgono cervelletto, tronco encefalico e midollo spinale.

Nella fase cronica i granulomi, solidi o cistici, multipli a formano agglomerati che calcificano. Si creano immagini “a bolle di sapone” o “a guscio d'uovo”. Vicino a tali lesioni si hanno zone di leucomalacia e di atrofia corticale, con dilatazioni ex-vacuo delle strutture ventricolari.

## Trattamento
Il farmaco di scelta per la paragonimiasi è il Praziquantel (Biltricide) alla dose di 25 mg/kg per os tid per 2 giorni.

## Prognosi
I casi mortali si verificano durante la fase acuta. La forma polmonare acuta guarisce spontaneamente in 1-2 mesi, ma possono aversi recrudescenze. Le forme cerebrali non trattate hanno una mortalità del 5% circa. Le complicanze di paragonimiasi polmonari ad alta carica infestante sono la polmonite interstiziale, le broncopolmoniti batteriche, gli ascessi polmonari, l'empiema e la formazione di bronchiectasie.